# Viva Macau
Viva Macau fue una aerolínea económica que cubría rutas regionales y de largo radio. Su base de negocios es la operación de vuelos desde su base, Macau, y el Delta del Río Pearl del sur de China. La aerolínea operaba una flota de aviones Boeing 767 de fuselaje ancho y efectuaba vuelos directos a destinos de Asia y alrededores. La aerolínea contaba con dos clases de servicio — Premium y Turista. Sus empleados procedían de 21 países diferentes. Viva Macau fue una compañía privada entre cuyos accionistas se cuentan a su director Ngan In Leng y MKW Capital, una compañía de inversiones de riesgo con inversiones en diversos negocios de Macau.

## Flota
Viva Macau operaba una flota con las siguientes aeronaves:
- 1 Boeing 767-200ER (B-MAV, ex Aeroméxico )
- 1 Boeing 767-300 (B-MAW, ex PBair )

La aerolínea planeó la adquisición de más aeronaves, para alcanzar una flota de 10-15 aeronaves en cinco años, pero debido a su quiebra, todos estos procesos de compra, fueron cancelados.

## Acuerdos
La aerolínea nacional de Macau, Air Macau, posee un acuerdo que permite a Viva Macau volar (desde que Air Macau posee los derechos de vuelo a destinos a los que Viva Macau intenta volar). Además, Viva Macau negocia una mayor cooperación con Air Macau para efectuar ventas conjuntas o códigos compartidos. Las dos aerolíneas no compiten entre sí.

## Destinos

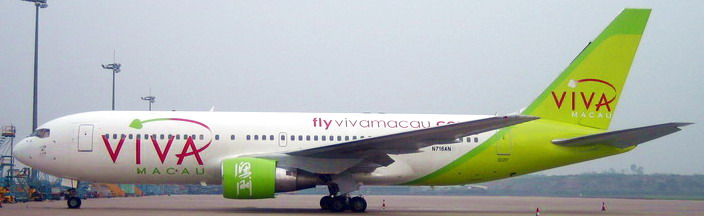
Boeing 767-200 de Viva Macau.

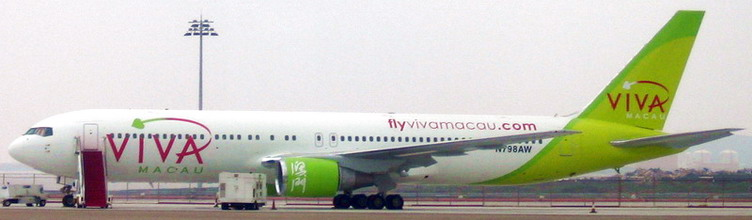
Boeing 767-300 de Viva Macau.

En su corta historia Viva Macau estableció y canceló rutas en virtud de la demanda. En julio de 2008, la aerolínea volaba a Sídney, Ho Chi Minh y Yakarta. La aerolínea también efectuaba vuelos chárter a Japón, incluyendo Tokio. Sin embargo, nunca fueron ampliadas sus operaciones.  

### Asia
Este de Asia
- República Popular de China
  - Macau
    - Macau (Aeropuerto Internacional de Macau) Hub
- Japón
  - Tokio (Aeropuerto Internacional Narita)
  - Okinawa (Aeropuerto Internacional de Naha)

Sureste de Asia
- Indonesia
  - Yakarta (Aeropuerto Internacional Soekarno-Hatta)
- Vietnam
  - Ciudad de Ho Chi Minh (Aeropuerto Internacional Tan Son Nhat)

### Oceanía
- Australia
  - Sídney (Aeropuerto de Sídney)

### Destinos futuros (Cancelados)
- Australia
  - Melbourne (Aeropuerto de Melbourne)  2009
  - Brisbane (Aeropuerto de Brisbane)  2009

## Destinos retirados a inicios de su fundación
- Tailandia
  - Phuket (Aeropuerto Internacional de Phuket)

- Vietnam
  - Haiphong (Aeropuerto Cat Bi)

- Maldivas
  - Malé (Aeropuerto Internacional de Malé)

- Corea del Sur
  - Muan (Aeropuerto Internacional de Muan)
  - Busán (Aeropuerto Internacional de Kimhae)